# 拉雅尔
拉雅尔（法語：La Jard，法語發音：[la ʒaʁ]）是法国滨海夏朗德省的一个市镇，位于该省中部偏东南，属于桑特区。

## 地理
拉雅尔（45°39'16"N, 0°35'10"W）面积8.48 平方千米，位于法国新阿基坦大区滨海夏朗德省，该省份为法国西部滨海省份，北起旺代省，西临大西洋，南至吉倫特省，东南接多爾多涅省，东北接德塞夫勒省接壤，东临夏朗德省。
与拉雅尔接壤的市镇（或旧市镇、城区）包括：贝尔讷伊、科隆比耶、蒙蒂勒。

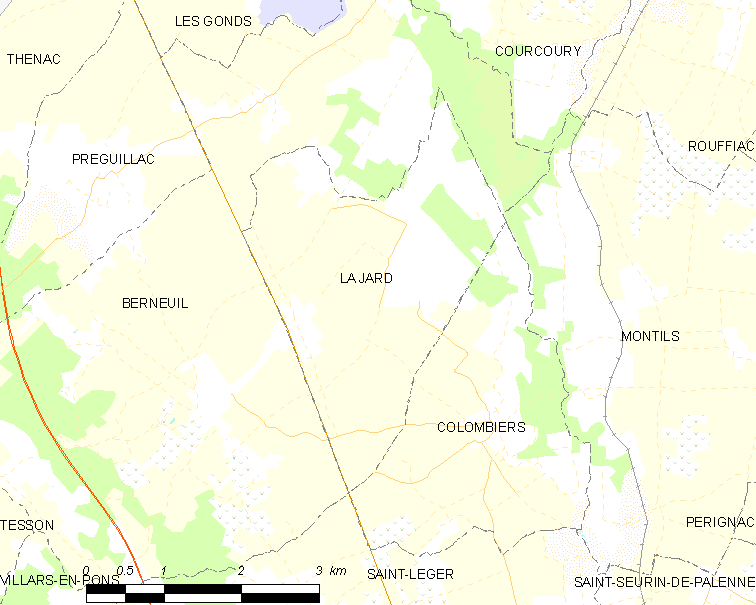
拉雅尔的OSM定位图

拉雅尔的时区为UTC+01:00、UTC+02:00（夏令时）。

## 行政
拉雅尔的邮政编码为17460，INSEE市镇编码为17191。

## 政治
拉雅尔所属的省级选区为泰纳克县。

## 人口

1962-2008年间拉雅尔人口变化图示

拉雅尔于2022年1月1日时的人口数量为427人。